# Amite City
Amite City – miasto w Stanach Zjednoczonych, w stanie Luizjana, siedziba parafii Tangipahoa.